# FK Hercegovac Bileća
Fudbalski klub Hercegovac (FK Hercegovac; Hercegovac; Hercegovac Bileća, srpski: Фудбалски клуб Херцеговац) je nogometni klub iz Bileće, Republika Srpska, Bosna i Hercegovina.

## O klubu
Hercegovac je osnovan 1935. godine. Glavna dva osnivača su bila Miro Popara i Halid Čomić, koji su imali organizacijsku podršku Komunističke partije Jugoslavije (KPJ). Zbog povezanosti s djelovanjem KPJ, klub 1940. godine dobiva zabranu djelovanja. Obnavlja se 1945. godine i dobiva ime po osnivaču Miri Popari, koji je postao narodni heroj u Drugom svjetskom ratu. 1947. godine klub ponovno dobiva naziv "Hercegovac". Klub se natječe u ligama na području Hercegovine. 1952. godine dotadašnja Oblasna liga Hercegovine postaje Podsavezna liga Mostar. "Hercegovac" je prvak Podsavezne lige 1964. godine i ulazi u Hercegovačku zonu. U sezoni 1970./71. su doprvaci Hercegovačke zone, koja je tada bila liga trećeg stupnja. Do početka 1990-ih, odnosno rata u BiH, klub je uglavnom član Regionalne lige BiH – Jug i Međuopćinske lige Mostar. 
 
Od sezone 1995./96. klub je član Druge lige Republike Srpske. Prvak je južne skupine u sezoni 2003./04. i ulazi u Prvu ligu Republike Srpske u kojoj igra samo u sezoni 2004./05., kada ispada iz nje. Narednih godina klub je član Druge lige RS i Regionalne lige RS – Jug. Od sezone 2015./16. klub se ne natječe sa seniorima, nego djeluju mlađe selekcije. 
 
Klupske boje su bijela i plava.

## Uspjesi

### nakon 1991.
- Druga liga Republike Srpske 
  - prvak: 2003./04. (Jug)
- Regionalna liga RS – Jug 
  - prvak: 2008./09.

### do 1991.
- Hercegovačka zona 
  - doprvak: 1970./71.
- Podsavezna liga Mostar 
  - prvak: 1963./64.

## Unutrašnje poveznice
- Bileća

## Vanjske poveznice
- FK Hercegovac Bileća, facebook stranica
- (srp.) fkhercegovac.blog.rs
- (srp.) bilecasports.blog.rs
- Hercegovac, sportdc.net
- Hercegovac, srbijasport.net